# آیماق شیلین‌گول
آیماق شیلین‌گول (به مغولی: ᠰᠢᠯᠢ ᠶᠢᠨ ᠭᠣᠣᠯ ᠠᠶᠢᠮᠠᠭ، به لاتین: Sili-yin Ɣool ayimaɣ، معادل سیریلیک: Шилийн Гол аймаг)(به چینی: 錫林郭勒盟، به پین‌یین: Xílínguōlè Méng) یک واحد تقسیماتی در جمهوری خلق چین است که در مغولستان داخلی واقع شده‌است.

## خصوصیات
آیماق شیلین‌گول ۱٬۱۰۷٬۰۷۵ نفر جمعیت دارد.

## تقسیمات اداری
آیماق شیلین‌گول به در شهر در سطح شهرستان، یک شهرستان و نه لواء به شرح زیر تقسیم شده است:
- شهر شیلین‌خوت
- شهر ارن‌خوت
- شهرستان دولون‌نور
- لواء آباگ
- لواء اوجیمچین شرقی
- لواء اوجیمچین غربی
- لواء تایپوسی
- لواء زرد حاشیه‌دار (خوبوت‌شار / شیانگ‌خوانگ)
- لواء سفید ساده و حاشیه‌دار (شولون‌خوبوت‌چاگان / ژنگ‌شیانگ‌بای)
- لواء آبی ساده (شولون‌خوخ / ژنگ‌لان)
- لواء چپ سونید
- لواء راست سونید

بعضی از این لواءها اسامی عجیبی دارند، که اشاره به رنگ و شمایل لواء/پرچم یکی از تیپ‌های هشتگانهٔ ارتش دودمان چینگ دارد.